# 푸투라

푸투라

푸투라 (Futura)는 지오메트릭 산세리프 유형의 서체로, 1927년 독일의 파울 레너가 제작해 발표하였다. 당시 '신프랑크푸르트' (Neuer Frankfurt) 프로젝트의 일환으로 디자인된 것이었다. 푸투라는 원을 비롯하여 기하학적 형태에 바탕을 두었기 때문에, 그 풍조에 있어서 당대 바우하우스 사조와 유사하다고 볼 수 있다. 푸투라는 1926년 루트비히 마이어 사의 에르바체와 겨루기 위해 바우어 서체회사에서 기획한 서체였다.
푸투라는 효율적이면서도 시대에 앞선 형태를 지녔다. 레너는 바우하우스와는 별다른 인연이 없었지만 그 양식을 여러 면에서 공유하였고, 근대의 서체는 이전의 디자인을 되살리는 것에 그칠 게 아니라 근대적 모델로 표현해야 한다는 생각을 지니고 있었다. 기존의 산세리프 디자인 (이른바 '그로테스크')은 레터링과 19세기 세리프 서체를 응축한 간판글씨를 본보기로 삼았지만, 레너의 디자인은 이러한 접근방식을 거부하고 완벽한 원과 세모, 네모 등의 심플한 기하형태를 선호하였다. 또 글자획을 거의 똑같은 두께로 설정해 차이가 적었다. 소문자는 세로 요소 (일명 어센더)가 캡라인 너머까지 길게 뻗었으며, 'a'와 'g'자는 원형에 가깝고 단층으로 되어 있어 이전에는 인쇄물보단 손글씨에서 많이 썼던 방식을 택했다. 대문자는 고대 로마의 대문자와 비슷한 비율을 지니고 있었다. 한편으로 원본 활자가 개인 단위까지 폭넓은 응용이 가능한 디자인이었고, 나중에 여러 회사에서 이를 분기해 개발한 다양한 디지털 활자를 선보이기도 하였다.
푸투라는 바우어 사와 그 미국 배급사가 대대적으로 홍보하였으며, 관련 브로슈어를 통해 현대성의 정신을 사로잡고자 하였다. 홍보 문구는 '우리 시대의 서체' (die Schrift unserer Zeit), 영어로는 '오늘과 내일의 서체' (The typeface of today and tomorrow)였다. 이때 이후로 푸투라는 유명 서체로 거듭나게 되었다.

## 발표

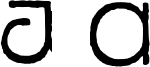
푸투라의 초안은 더욱 추상적이고 변화된 디자인이었다. 예컨대 'a'자의 경우 초안 (왼쪽)은 복층짜리 소문자로 되어 있었지만 최종안 (오른쪽)에서는 단층으로 바뀌었다.

폴 레너는 1924년부터 푸투라의 모델이 되는 활자 스케치를 시작하였으며, 푸투라가 완성된 것은 그로부터 3년 후인 1927년이었다. 기계조판에 쓰일 주형은 인터타입 사에서 제작을 맡았다.
푸투라는 말끔한 기하학적 형태를 지녔으나, 고전 세리프 서체를 떠올리게끔 하는 몇가지 요소들도 채택하고 있다. 산세리프 디자인이라면 보통 잘 드러내는 것을 목적으로 삼고 있지만, 푸투라는 X높이가 좀 낮아서 공격성을 줄이고 본문서체에 더 어울리도록 하였다. 푸투라의 디자인 원안 컨셉에서는 작은 대문자와 옛스타일 숫자가 들어갔으나, 오리지널 판형에는 빠졌고 나중에 뇌프빌 디지털 사에서 '푸투라 ND' 디지털 서체군을 발표할 때 처음 들어가게 되었다.
푸투라의 디자인은 장식적 요소를 피하고 불필요한 요소를 없앴지만, 그럼에도 자체 (字體)는 균형있게 보이기 위해, 완전히 기하학적인 디자인에서는 교묘하게 벗어났다. 이는 글자 'o'의 둥근획에서 완전 원은 아니지만 그에 거의 근접한 타원 형태인 점, 'b' 글자 등에 붙은 둥근획이 수직선과 살짝 걸쳐 있다는 점에서 확인할 수 있다. 레너의 전기를 쓴 크리스토퍼 버크는 바우어 사의 생산팀이 서체 크기별로 디자인을 수정 적용하는 데 큰 역할을 하였으며, 이 같은 특징은 디지털판 폰트에서는 찾아볼 수 없다는 데 주목했다. 하지만 이 과정에서 디자인과 배포 절차가 더뎌지고, 급기야 1926년에는 경쟁사의 에르바 체를 시작으로 비슷한 디자인의 서체들이 같은해 잇따라 먼저 나오자 레너가 실망감을 감추지 못했다고 전해진다.
레너의 원래 계획은 푸투라를 두 가지 판으로 제작하는 것이었다. 하나는 보편적인 용도로 사용할 수 있는 평범한 판이었고, 다른 하나는 소문자가 원과 삼각형에만 기반해 독특성과 기하성을 지닌 판이었다. 비록 이 같은 계획은 폐기되고 보편적인 용도의 푸투라만 남아 발표되었지만, 초창기 견본과 최근의 디지털 폰트는 후자의 특징이 담기기도 하였다.

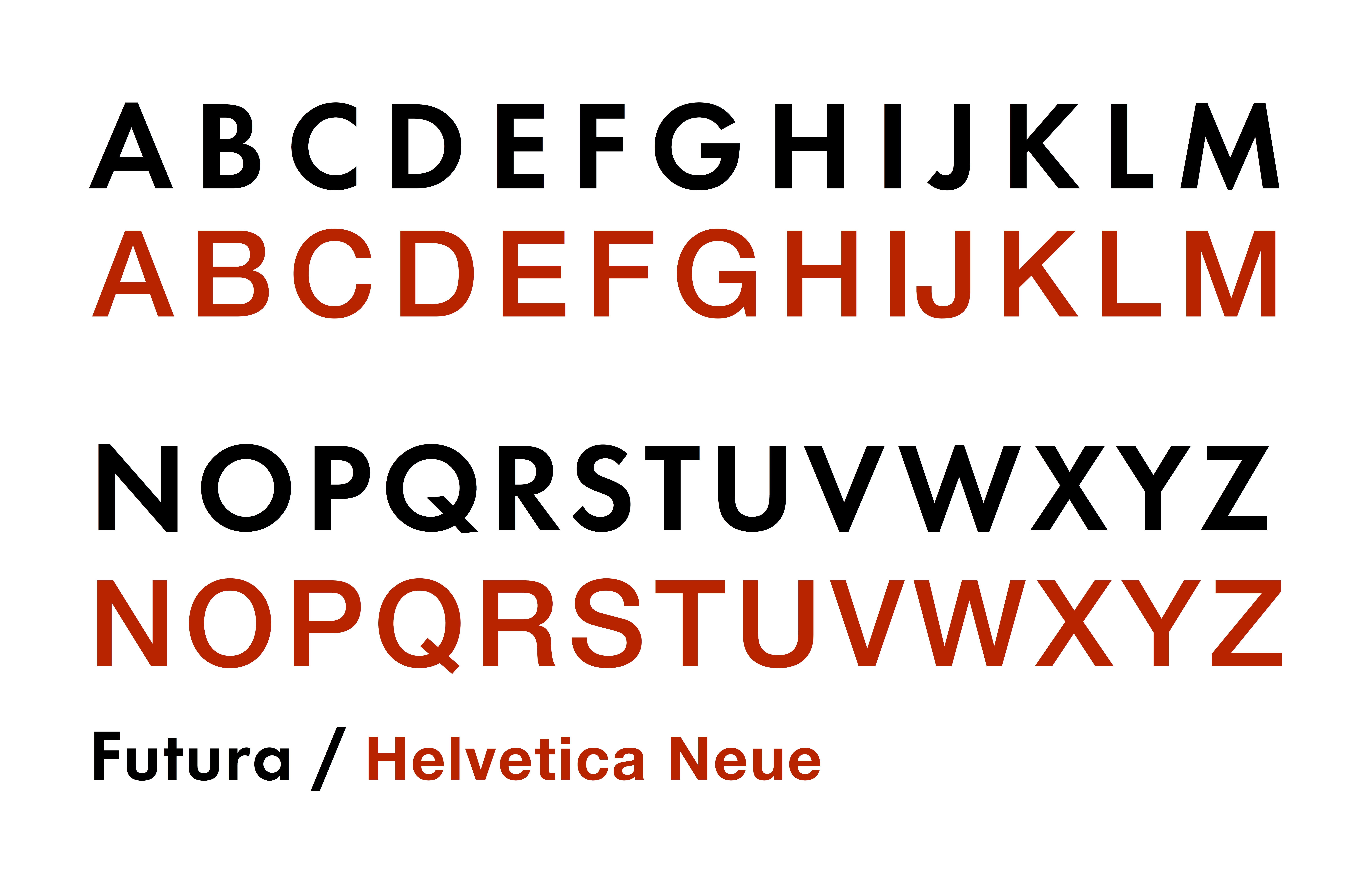
산세리프 서체의 디자인들은 대문자의 비율을 각각 다르게 설정하였다. 푸투라의 대문자는 로마의 사각 대문자에서 영감을 받았으며 너비 변화가 어느정도 있다. 반면 19세기 모델을 기반으로 한 그로테스크 산세리프 서체들, 예컨대 헬베티카는 대문자의 너비가 좀 더 통일되어 있는 모습이다.[c]
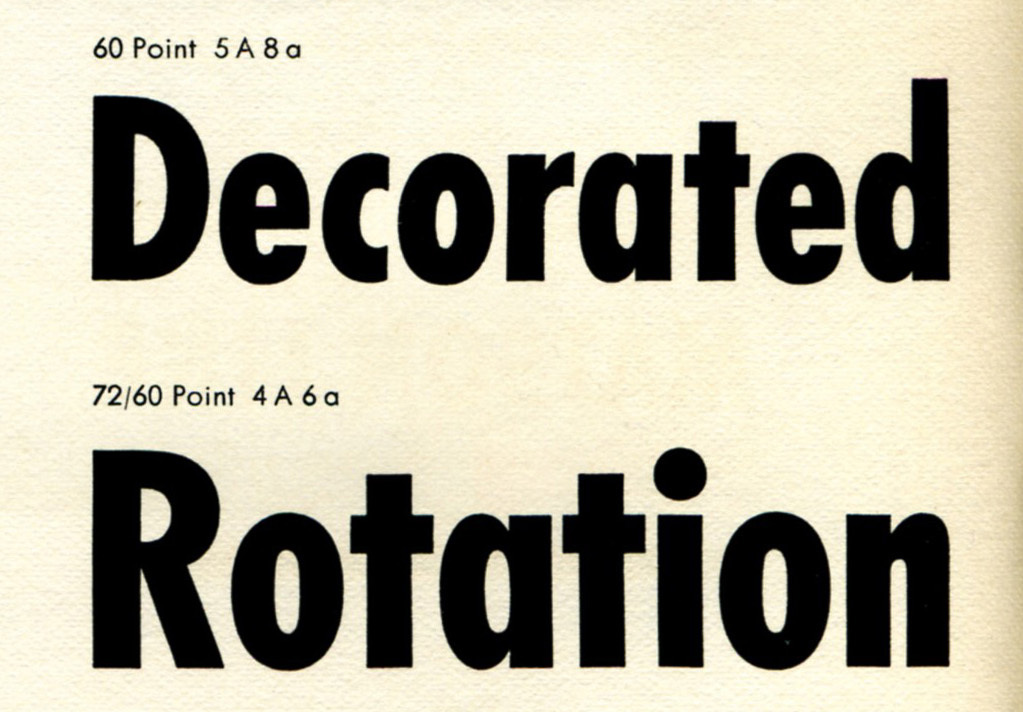
푸투라 볼드 컨덴시드의 견본 판형. 이처럼 다양한 굵기와 스타일로 된 푸투라 서체들이 빠르게 제작되면서 푸투라라는 브랜드도 확장되어 나갔다.

## 활용

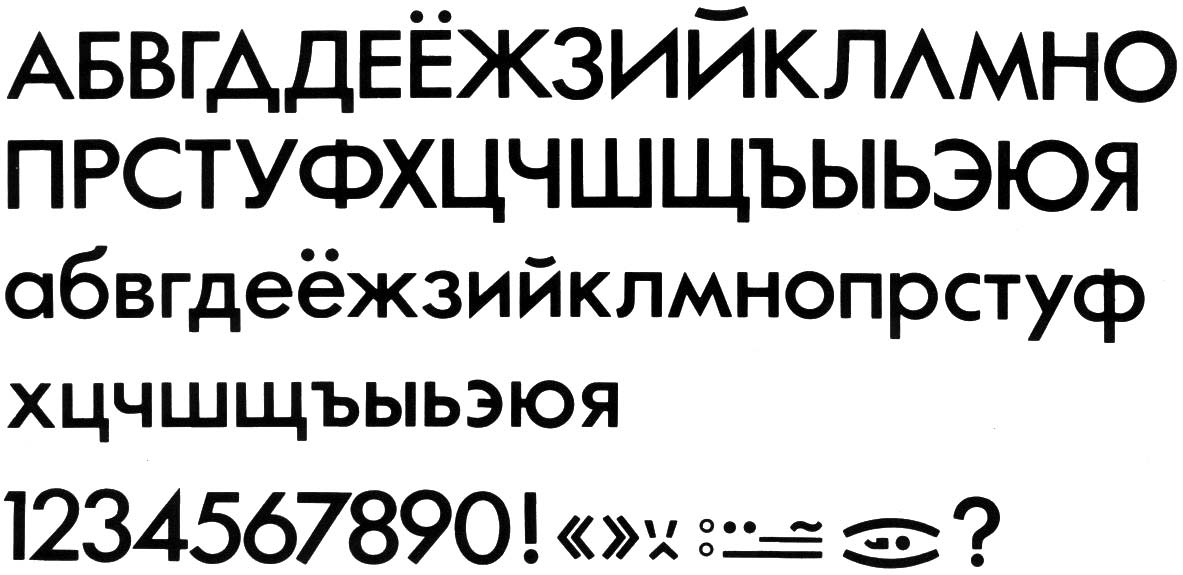
1980년 모스크바 올림픽의 키릴문자 푸투라 서체

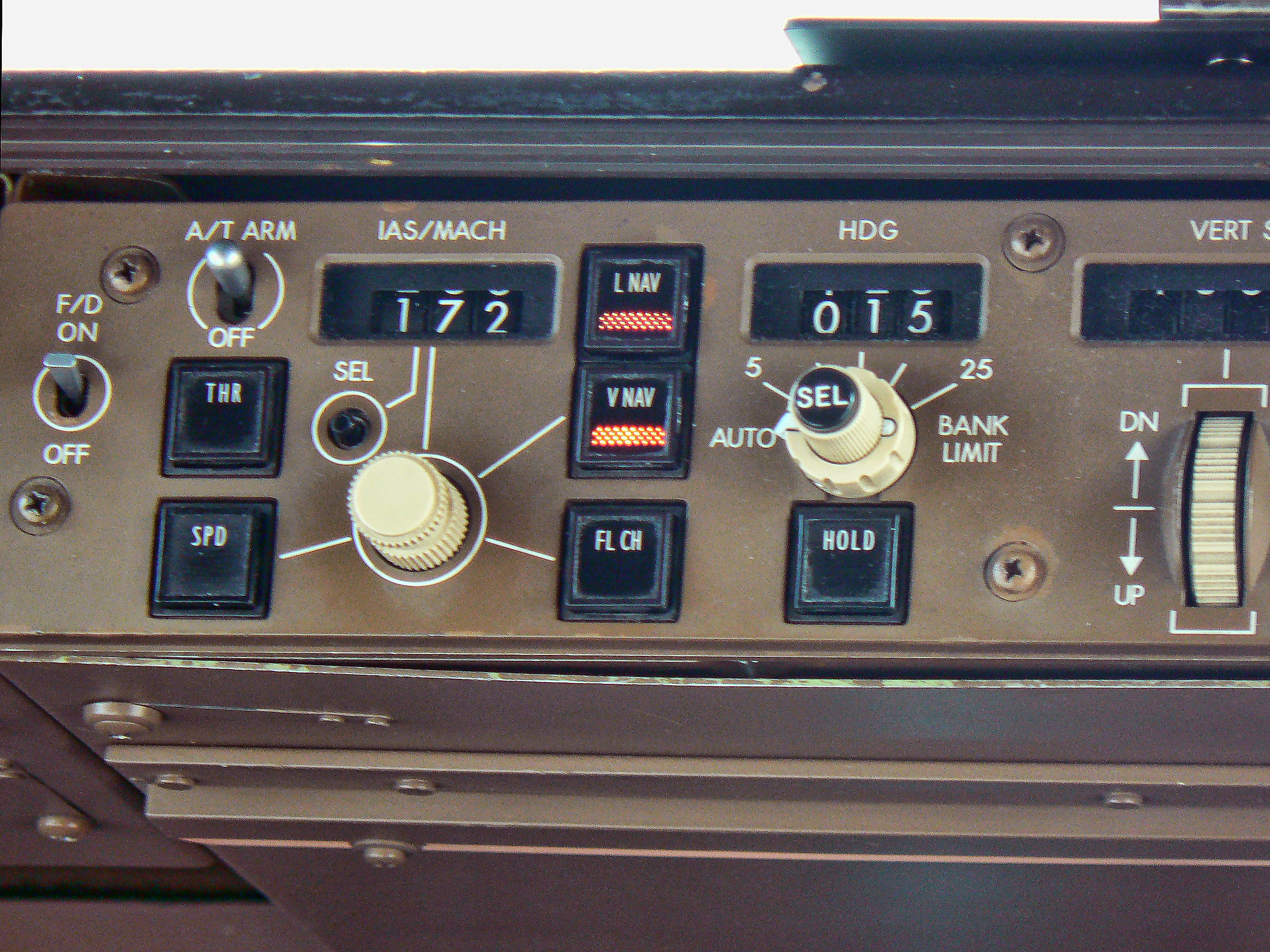
푸투라로 쓰여진 보잉 747 기내 조종간 표기. 이처럼 푸투라는 인쇄업계 뿐만 아니라 항공업계에서도 비행장비 제어표시에 푸투라를 널리 사용하였다.

푸투라는 발표 이후 90년이 넘는 세월동안 중요한 서체군으로 자리잡았고, 인쇄물과 디지털상의 제목과 본문 서체로서 나날이 쓰이게 되었다. 뿐만 아니라 여러 기업의 광고물과 로고에도 사용되었는데, 폭스바겐, 로열 더치 쉘, 이케아, HP 등이 대표적이다. 특히 1950년대까지만 해도 거의 모든 용도의 서체로서 출판업계에서 광범위하게 사용되었다. 한편으로 러시아의 아나톨리 무자노프는 모스크바에서 개최되는 하계 올림픽에 쓰일 공식서체로서 푸투라 미디움체를 키릴 문자로 바꾸어 선보이기도 하였다.
푸투라는 영미권 영화와 TV 작품에도 많이 활용되었다. 1999년 미국 영화 <아메리칸 뷰티>의 타이틀 로고가 바로 푸투라이며, <로스트>, <웨어하우스 13>, <세서미 스트리트> (여기서는 대문자 'I'와 소문자 'j', 숫자 1과 4를 간단히 써놨다) 등이 있다. 영화 <브이 포 벤데타>에서는 제목 타이틀과 엔딩 크레딧부터 표지판, 신문, 컴퓨터 스크린 등에 이르기까지 거의 모든 곳에 활용됐다. 웨스 앤더슨 감독은 평소 푸투라체를 좋아해 몇 가지 작품에서 사용한 적이 있었으며, 스탠리 큐브릭 감독 역시 가장 좋아하는 서체가 푸투라였다고 한다.
최근 들어서는 영화와 비디오게임에서 널리 쓰이는 양상이다. 게임 <데스티니>와 <울펜슈타인: 더 뉴 오더>의 표지에 등장하였으며, 특히 <울펜슈타인>은 게임 메뉴 전반에 푸투라를 섰다. 2013년 영화 <그래비티>와 2014년 영화 <인터스텔라>, <나를 찾아줘>의 영문판 포스터 제목에서도 푸투라체를 사용하으며, 2016년에는 <캡틴 아메리카: 시빌 워>의 현지 카드에도 사용되었다. 1인칭 FPS 게임 <배틀필드 1>도 게임 내 인터페이스와 홍보 시에 푸투라체를 사용하였다.
푸투라체가 활용됐던 주요 분야에는 교통업계도 있다. 여기서는 원거리에서도 빠르게 판별할 수 있다는 점이 크게 작용했다. 자동차의 차량계기판에서 많이 활용되었으며 메르세데스 벤츠 사의 차량이 대표적이다. 항공기내 기기와 관제 표기에도 널리 쓰였는데, 예컨대 보잉 사 항공기에서는 조종간 표기에 푸투라체를 쓴 것이 대부분이다.

## 같이 보기
- 산세리프 (San-serif) - 삐침이 없는 형태의 서체를 일컫는 말.
- 바우하우스
- 파울 레너

### 해설
1. ↑  다만 이 같은 특징을 지닌 최초의 산세리프 서체가 푸투라인 것은 아니다. 예컨대 코랄 (Koralle) 체는 이미 단층짜리 'a'자를 활용하고 있었고, 중세유럽의 흑자에서는 그 형태가 오히려 표준이었다.[7]
2. ↑  이 특징은 서체 크기에 따라 갈릴 수 있다. 디지털화된 서체는 동일한 편이지만 오리지널 푸투라 판형은 크기별로 각각 다르게 제작하였다.[15]
3. ↑  비교삽화 자체는 푸투라 데미 (Futura Demi) 체와 헬베티카 노이에 미디움 (Helvetica Neue Medium) 체를 사용하였다.